# Neoxantha amicta
Neoxantha amicta là một loài bọ cánh cứng trong họ Cerambycidae.